# غياب الكلية الخلقي
غياب الكلية الخلقي أو عدم تخلق الكلية هي حالة تفشل فيها كلية واحدة أو كلا الكليتين في النمو والتطور في الأجنة.

## ثنائي الجانب

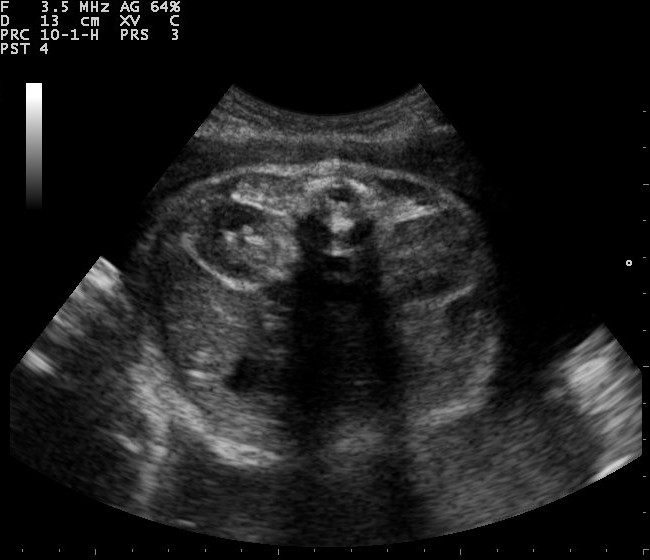
كليتي جنين بالموجات فوق الصوتية

غياب الكلى ثنائي الجانب في الأجنة يتسبب في متلازمة بوتر؛ فغيابها ينتج عنه نقص في السائل السلوي (الأمنيوسي) المحيط بالجنين، مما يؤدي إلى زيادة الضغط على الجنين وظهور عيوب خلقية.
وأحياناً ما يكون المرض وراثياً، يظهر في طفل لأم أو أب مصاب أو كليهما، ويصيب الذكور أكثر من الإناث، وأغلب الأطفال الذين ولدوا أحياء بلا كليتين لم يعيشوا لأكثر من أربع ساعات.

## أحادي الجانب
وهو النوع الأكثر شيوعاً، ولا يتسبب في مشكلات صحية كبيرة؛ لوجود كلية سليمة، وقد يكون مصحوباً بعيوب خلقية كالآتي:
- عيوب في قناة مولر (التي تكون قناتي فالوب والرحم والمهبل في الإناث) تتسبب في العقم، تجمع دم الدورة الشهرية في المهبل لانسداد مجرى مروره، وزيادة احتمالية الولادة القيصرية.
- متلازمة هيرلن فرنر ووندرليخ، وهي عبارة عن غياب إحدى الكليتين ورحم مزدوج ونصف مهبل مسدود.
- 40% من النساء المصابة بعيوب في مجرى البول مصابة أيضاً بعيوب في الكلى[2]

والمصابون بهذا العيب معرضون بنسبة أكبر لارتفاع ضغط الدم

## التشخيص
بالفحص الروتيني أثناء الحمل عن طريق التصوير بالموجات فوق الصوتية يتم اكتشاف غياب الكلى، وكذلك يمكن تشخيصه بالأشعة المقطعية والتصوير بالرنين المغناطيسي

## العلاج وتوقعات سير المرض
غياب الكلى ثنائي الجانب يعد مرضاً خطيراً يسبب الوفاة، يتم علاج الأطفال الأحياء المصابين عن طريق غسيل للكلى حتى يصل الطفل لسن معين يسمح بزراعة الكلى.
أما غياب الكلى أحادي الجانب فيعتمد على حالة الكلية السليمة ووجود عيوب أخرى، وفي الغالب لا يعاني المصابون من مشكلات صحية خطيرة، ويوصى بعدم ممارستهم لأنشطة رياضية عنيفة تتطلب الاحتكاك الجسدي للحفاظ على الكلية السليمة.

## معدلات الانتشار
غياب الكلية الخلقي أحادي الجانب يصيب واحد من كل 500 مولود حي، أما ثنائي الجانب فيصيب واحد من كل 4000 مولود حي، وعموماً غياب الكلية الخلقي أكثر انتشاراً في الذكور عن الإناث.